# Phragmotheca siderosa
Phragmotheca siderosa är en malvaväxtart. Phragmotheca siderosa ingår i släktet Phragmotheca och familjen malvaväxter.

## Underarter
Arten delas in i följande underarter:
- P. s. megacarpa
- P. s. siderosa